# Arcytophyllum nitidum
El huesito de páramo o sanalotodo (Arcytophyllum nitidum),  es una especie de arbusto de la familia Rubiaceae. Es originario del páramo andino de Colombia y Venezuela. Descrito inicialmente por Carl Sigismund Kunth, recibió su nombre actual por Diederich Franz Leonhard von Schlechtendal. Se incluye en el género Arcytophyllum y la familia de las rubiáceas. No se publicado subespecies en el Catálogo de la Vida.

## Taxonomía
Sinonimia:
Rachicallis nitida (Kunth) DC.
Rachicallis caracasana (Kunth) DC.
Pseudrachicallis floribunda (H.Karst.) H.Karst.
Mallostoma nitidum (Kunth) Benth. & Hook.f. ex B.D.Jacks.
Mallostoma caracasanum (Kunth) Benth. & Hook.f. ex B.D.Jacks.
Hedyotis nitida Kunth
Hedyotis humboldtiana Steud.
Hedyotis floribunda H.Karst.
Hedyotis caracasana Kunth
Ereicoctis nitida (Kunth) Kuntze
Ereicoctis caracasana (Kunth) Kuntze
Arcytophyllum vareschii Steyerm.
Arcytophyllum puberulentum Standl. & Steyerm.
Arcytophyllum nitidum f. hispidulum 
Arcytophyllum nitidum var. glabratum 
Arcytophyllum nitidum var. culmenicola 
Arcytophyllum nitidum subsp. caracasanum 
Arcytophyllum caracasanum (Kunth) Standl.
Arcytophyllum blaerioides Willd. ex Roem. & Schult.